# Solve senectutem
 Solve senectutem  лат.(изговор: солве сенектутем) Испрегни старога . (Хорације)

## Поријекло изреке
Ово је изрекао у првом вијеку прије нове ере Квинт Хорације Флак (лат. Quintus Horatius Flaccus), највећи римски лирски песник .

## Значење
Односи се на коње а у пренесеном значењу мисли на људе. Остарјелог коња из запреге треба ослободити. Не само зато што не може да вуче, већ његов парњак из запреге и њега мора да вуче. Човјек мора знати, када остари, вријеме је да се повуче. Због застарјелих погледа може постати смијешан.